# Erwin Sattler
Die Erwin Sattler GmbH & Co. KG ist ein deutscher Hersteller von Präzisionspendeluhren und Armbanduhren in Gräfelfing bei München/Deutschland.

## Geschichte
Am 4. März 1903 erhielt der Uhrenmeister Heinrich Sattler die kaiserliche Patenturkunde No. 163850 für den Mechanismus eines ewigen Kalenders. Seit diesem Ereignis werden in der Manufaktur Sattler Uhren gefertigt. Im Jahr 1958 wurde die Firma Erwin Sattler gegründet; sie baut seither präzise Pendeluhren. Und seit einigen Jahren auch hochwertige Armbanduhren, Uhrenbeweger, Tischuhren und Schiffschronometer.
Mit einem Chronographen erweiterte die Uhrenmanufaktur jüngst ihr Sortiment von mechanischen Armbanduhren mit automatischen Aufzug.

## Präzisionspendeluhren
Diese bestehen aus bis zu 420 Teilen. Der Aufbau einer Uhr nimmt bis zu  zwei Jahre in Anspruch. Die Präzision und lange Laufzeit wird durch Kompensation von atmosphärischen Störungen, durch den Einsatz optimal geformter Zahnräder sowie mittels Präzisionskugellager erreicht.

## Kollektionen
- Armbanduhren
- Präzisionspendeluhren
- Uhrenbeweger
- Tischuhren
- Schiffschronometer

## Messlabor
Im firmeneigenen, weltweit einzigen Messlabor für Uhrenpendel werden diese
auf unterschiedlichste Umgebungseinflüsse getestet: Extreme Kälte, Hitze und Luftdruckschwankungen. Die gewonnenen Daten ermöglichen es, den optimalen Ausgleich von Luftdruck- und Temperaturschwankungen zu berechnen.
Durch dieses Labor mit angeschlossener Forschungs- und Konstruktionsabteilung ist Sattler führend in der Herstellung von Präzisionsuhren.